# Pohlia scotica
Pohlia scotica är en bladmossart som beskrevs av Crundwell 1982. Pohlia scotica ingår i släktet nickmossor, och familjen Bryaceae. Inga underarter finns listade i Catalogue of Life.